# Rheocles lateralis
Rheocles lateralis is een straalvinnige vissensoort uit de familie van de bedotia's (Bedotiidae). De wetenschappelijke naam van de soort is voor het eerst geldig gepubliceerd in 1992 door Stiassny & Reinthal.
De soort is endemisch in Madagaskar.